# Propped
 (juin 2019).
- Si vous ne connaissez pas le sujet, laissez ce bandeau (vous pouvez alors contacter les auteurs).
- Si vous supprimez le contenu mis en cause (vous pouvez préalablement contacter les auteurs),

argumentez précisément cette suppression dans la page de discussion
(un manque de référence n'est pas un argument ; une recherche réelle de référence doit avoir été effectuée, être formellement documentée).
 (août 2021).
Propped est une œuvre d'art créée par l'artiste peintre écossaise Jenny Saville, en 1992. Exposée pour la première fois à la « Sensation : Young British Artists from the Saatchi Gallery » par Charles Saatchi en 1997, elle est l'œuvre phare des enchères de la saison à Londres[réf. nécessaire].

## Composition
Le tableau fait en huile sur toile, mesure 213,5 × 183 cm. Elle représente une femme nue aux formes généreuses, seulement vêtue de chaussons blancs, et assise sur un poteau dont la forme peut faire penser à un phallus. Ses ongles sont enfoncés dans ses cuisses et sa poitrine est mise en avant par sa posture. 
Il semblerait que ce soit un autoportrait de l'artiste même. Consciente que son tableau n'offre pas une belle image de l'humanité, Jenny Saville défend cependant l'idée selon laquelle c'est une œuvre honnête. 
Adjugée le vendredi 5 octobre 2018 lors de la vente aux enchères londonienne de la collection David Teiger à 9,5 millions de livres, soit 10,81 millions d'euros, cette peinture fait de Jenny Saville l'artiste femme vivante la plus chère au monde[réf. nécessaire]. 

## Inspiration
Jenny Saville dessine un corps féminin à dimensions imposantes, qui est en réalité le sien, afin de représenter le nu féminin libéré. 
L'idée est de briser le modèle habituel du nu : Jenny Saville est à la fois le portraitiste actif qui dessine, et la modèle passive qui pose.